# Coming Home (låt av Sjonni's friends)
Coming Home (isländska: Aftur heim, svenska: Hem igen) är en låt framförd av den isländska gruppen Sigurjón's Friends. Låten representerade Island vid Eurovision Song Contest 2011 i Düsseldorf, Tyskland efter att ha fått omkring 26% av de isländska rösterna. Låten är skriven och komponerad av Sigurjón Brink och hans fru Þórunn Erna Clausen. Från början var det tänkt att Brink skulle framföra bidraget, men han avled två veckor före tävlan och därmed tog hans närmaste vänner hans sånginsats. Låten blev i mars 2011 översatt till engelska, då med titeln "Coming home", vilket gruppen kommer tävla med i Düsseldorf. 

## Listplaceringar
| Lista (2011) | Topplacering |
| ------------ | ------------ |
| Island       | 1            |

### Fotnoter
1. ↑  ”Fékk rúmlega fjórðung atkvæða” (på isländska). Arkiverad från originalet den 16 februari 2011. http://wayback.vefsafn.is/wayback/20110216102158/http://www.ruv.is/frett/fekk-rumlega-fjordung-atkvaeda. Läst 17 februari 2011.
2. ↑  Toronidis, Theofilos (12 februari 2011). ”Aftur Heim to Düsseldorf!”. ESCDaily. Arkiverad från originalet den 16 februari 2011. https://web.archive.org/web/20110216084244/http://escdaily.com/articles/11701. (engelska)
3. ↑  ”Arkiverade kopian”. Arkiverad från originalet den 17 mars 2011. https://web.archive.org/web/20110317035153/http://www.esctoday.com/news/read/17027. Läst 14 mars 2011.
4. ↑  ”Netlistinn viku 6, 2011”. Arkiverad från originalet den 20 februari 2011. https://web.archive.org/web/20110220171407/http://www.tonlist.is/Music/ChartList.aspx?ID=399. Läst 17 februari 2011.